# Хагвердиев, Фарид Джамиль оглы
Фарид Джамиль оглы Хагвердиев (азерб. Haqverdiyev Fərid Cəmil oğlu; 21 марта 1989, Агдам) — азербайджанский футболист, амплуа — полузащитник. Защищал цвета юношеских сборных Азербайджана до 17 и 19 лет.

## Биография
Родившийся 21 марта 1989 года в Агдаме Фарид Хагвердиев начал заниматься футболом в возрасте 10 лет, на базе футбольного клуба «Нефтьгаз» в Баку, под руководством тренера Валерия Газиева. В 2007—2008 годах в течение полутора лет проходил службу в рядах вооружённых сил Азербайджана.

## Клубная карьера

### Чемпионат
В 2004 году переходит в юношеский (до 15 лет), а затем в дублирующий состав агдамского «Карабаха». В 2007 году привлекается в основной состав «скакунов», однако уже через три месяца отправляется на службу в армию. За 1,5 года службы защищает цвета команды министерства юстиции Азербайджанской Республики — ФК «Адлийя» Баку, выступающего в первом дивизионе. Далее возвращается в клуб «Карабах», где проводит ещё один год.
В 2009 году состоялся трансфер футболиста в ФК «Габала». Начав своё выступление в новом клубе с дублирующего состава, в 2010 году переходит в основной состав габалинцев. Дебютирует в основном составе 27 ноября 2010 года в матче XV тура Премьер-лиги против закатальского «Симурга». В феврале 2012 года вновь возвращается в дубль команды, в составе которого становится серебряным призёром чемпионата Азербайджана.
В 2012 году Хагвердиев подписывает контракт с новосозданным клубом «Гала», который дебютирует в первом дивизионе чемпионата Азербайджана. Проводит за бакинцев все 26 игр чемпионата. Летом 2013 года команда прекращает своё существование из-за финансовых трудностей и распускает весь состав. На данный момент Фарид Хагвердиев без клуба.

### Кубок
В Кубке Азербайджана провел одну игру в составе ФК «Гала».
| № | Дата            | Раунд                      | Клуб   | Соперник | Лига         | Итог  |
| - | --------------- | -------------------------- | ------ | -------- | ------------ | ----- |
| 1 | 22 октября 2012 | Первый раунд — 1/16 финала | «Гала» | «Кяпаз»  | Премьер-лига | 2 : 4 |

## Сборная
В 2005 году привлекался в состав юношеской сборной Азербайджана до 17 лет, за которую провел три игры.

## Достижения
2012 — серебряный призёр чемпионата Азербайджана среди дублеров в составе ФК «Габала».